# 非正規戦争
非正規戦争（ふせいきせんそう、irregular warfare）とは、正規的な戦争に分類できない、さまざまな紛争の形態を指す概念である。

## 概要
軍事力を使用する方法としては、一般的に政府組織や軍司令部の指揮の下で大規模な戦力を組織的に運用し、相手に宣戦して行う国家総力戦の方法があるが、より不明確で不透明な戦い方も存在する。それは戦時や平時にかかわらず、ゲリラ活動、パルチザン、諜報活動、秘密作戦、破壊工作、心理戦、テロリズムなどを通じた非正規戦争と呼ばれる紛争の形態の一つである。
それらの方法の一部は通常戦争での軍事作戦において補助的に併用される場合もあるが、非正規戦争においてはそれらが主たる方法として戦われる。非正規戦争の戦略家であった人物にはトーマス・エドワード・ロレンス、毛沢東、ヴォー・グエン・ザップなどが挙げられるが、いずれも非正規戦争における軍事戦略としてゲリラ活動を中心的な要素に位置づけていることが分かる。それと同時に彼らは政治的要素をも戦略の考察に含めており、非正規戦争での軍事行動と政治活動が密接に関係していることが指摘されている。
非正規戦争を理解する上では、社会的、政治的、経済的、心理的、軍事的な要素の戦略的な結びつきを考えることが必要である。例えばゲリラ活動に着目すると、それは単独の小規模な部隊による軍事行動としての側面だけではなく、それが同時に紛争当事国の国民に対する心理作戦であり、現地住民に対するテロリズムであり、敵対勢力の重要施設に対する破壊工作であり、そして政権の転覆を意図した反乱活動でもある。またゲリラ活動を指揮する上では政治的リーダーシップを発揮し、幅広い住民から兵站支援と社会的援助を受け、各地に効果的な情報網を構築し、そして地域社会からの政治的な支持を確立する必要がある。
毛沢東の研究では非正規戦争の戦果を通常戦争の優位へと結合することの重要性も考察されている。非正規戦争によって得られた優位をさらに拡張するためには段階的にゲリラ部隊を正規軍として組織していき、戦略や戦術も通常戦争の方法へと移行させていかなければならない。非正規戦争の戦略が成功を収めた事例としては国共内戦で毛沢東の中国共産党がとった戦略を挙げることができる。この戦争の初期の頃は国民革命軍に軍事的に劣勢であったために共産党は各地で敗北するが、農村部を中心に勢力を拡大し、最終的には主要都市部を占領するに至った。